# Olivetti

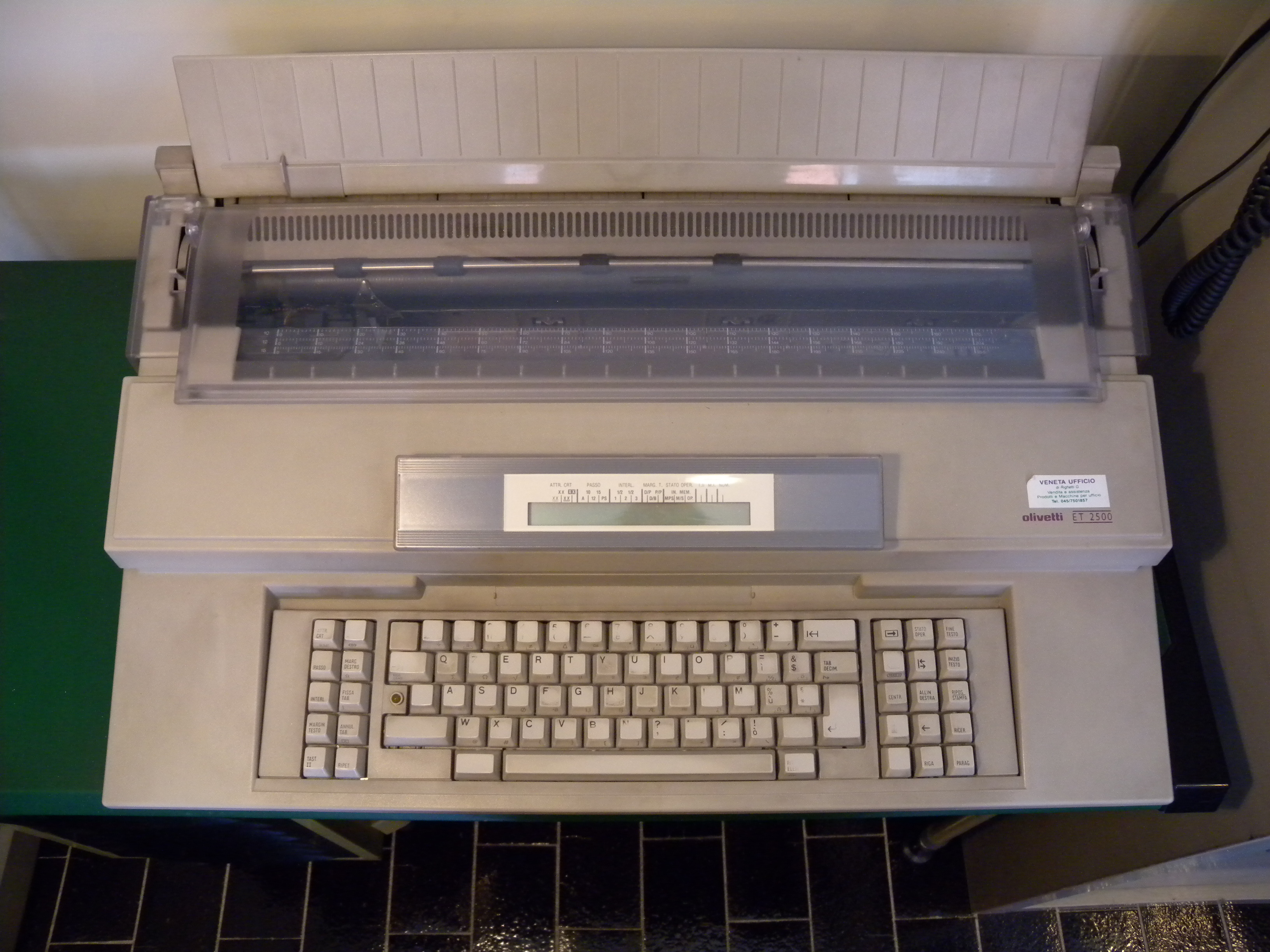
Olivetti ET2500

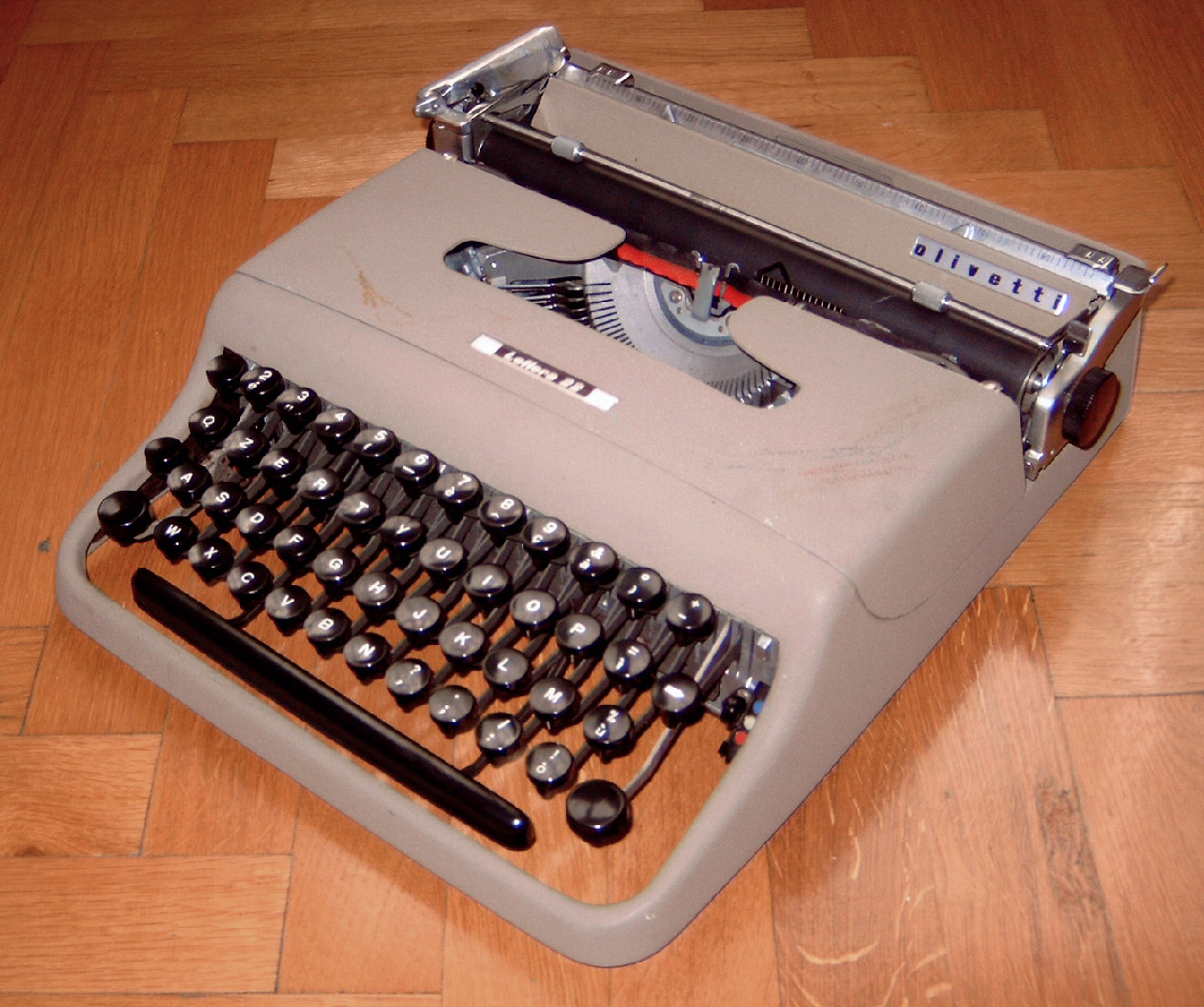
De eerste typemachine van Olivetti Lettera 22

Olivetti (voluit: Ing. C. Olivetti & Co., SpA.) is een Italiaanse fabriek van computers, printers en andere kantoormachines.
Olivetti is in 1908 nabij Turijn opgericht door Camillo Olivetti als fabriek van schrijfmachines. Het bedrijf ontwikkelde zich voornamelijk onder zijn zoon Adriano Olivetti, die ook beroemd is geworden wegens het ontwikkelen van een nieuw managementsysteem. De eerste overzeese vestiging werd in 1930 geopend. In 1948 bracht Olivetti een elektrische rekenmachine op de markt, de Divisumma. Het bedrijf produceerde in 1959 de eerste elektronische computer uit Italië, de met transistors uitgeruste Elea 9003. In datzelfde jaar nam Olivetti de Amerikaanse schrijfmachinefabrikant Underwood over. In 1964 verkocht het bedrijf zijn elektronica-divisie aan General Electric, hoewel het nieuwe computerproducten bleef ontwikkelen.
In 1982 kwam de eerste pc van Olivetti op de markt, de M20 met een Zilog Z8000-CPU. In 1985 verwierf Olivetti een deel van de Britse computerfabrikant Acorn Computers; een derde partner was Thomson. Olivetti verkocht de Thomson MO6 en de BBC Master Compact (door Acorn ontwikkeld voor een computercursus van de BBC) onder de naam "Olivetti Prodest" PC128, respectievelijk PC128s. Het bedrijf ontwikkelde personal computers tot het in 1997 de PC-divisie verkocht, en produceerde voor AT&T de PC 6300. Dit was de eerste IBM-compatible PC van AT&T, met een Intel 8086 processor. Het was in feite een Olivetti M24 die onder het merk AT&T werd verkocht. Ook de AT&T EO is door Olivetti geproduceerd, maar uitgebracht onder AT&T's naam.
Het Luxemburgse bedrijf Bell S.A. verwierf in 1999 een controlerend belang in Olivetti, maar verkocht dit twee jaar later aan een consortium waarvan onder andere Pirelli en Benetton deel uitmaakten. In 1999 deed eigenaar Roberto Colaninno van Olivetti met steun van politicus Massimo D'Alema (die gigantische leningen verstrekte) een vijandig bod op de Telecom Italia-groep, dat leidde tot een van de grootste aankopen in de Italiaanse geschiedenis; voor omgerekend 65 miljard dollar werd iets meer dan 50% van de aandelen van het vijfmaal zo grote Telecom Italia overgenomen. Colaninno liet zich aanstellen tot hoofd van de Raad van Bestuur van de gefuseerde onderneming. Toen Pirelli in 2001 echter de macht over het bedrijf verkreeg door 27% van de aandelen te kopen, nam Pirelli-baas Marco Tronchetti Provera het van hem over.
In 2003 werd Olivetti daarop opgenomen in de Telecom Italia-groep, met behoud van een eigen identiteit onder de naam Olivetti Tecnost.

## Design
Olivetti was beroemd wegens de aandacht die het bedrijf schonk aan industriële vormgeving en architectuur. In 1952 hield het Museum of Modern Art in New York een tentoonstelling onder de titel Olivetti: Design in Industry. Veel producten van Olivetti zijn in de permanente collectie van het museum opgenomen. Een tentoonstelling van het Musée des Arts Décoratifs in Paris maakte een tournee langs vijf andere steden in 1969. Olivetti stond ook bekend om het inschakelen van beroemde architecten. Onder anderen Le Corbusier, Louis Kahn en Gae Aulenti ontwierpen fabrieken en kantoren voor het bedrijf.
Van de jaren veertig tot de jaren zestig werd de design-afdeling van Olivetti geleid door Marcello Nizzoli, die verantwoordelijk was voor de Lexikon 80 (1948) en de beroemde draagbare schrijfmachine Lettera 22 (1950). Later werd het design bepaald door Mario Bellini en Ettore Sottsass. Bellini ontwierp onder andere de rekenmachines Programma 101 (1965), Divisumma 18 (1973) en Logos 68 (1973), en de monitor TCV-250 (1966). Sottsass ontwierp de Tekne 3 schrijfmachine (1958), de Elea 9003 computer (1959), de Praxis 48 schrijfmachine (1964), de beroemde Olivetti Valentine draagbare schrijfmachine (1969). Michele De Lucchi ontwierp de Art Jet 10 ink-jet printer (1999) (die de Compasso d'Oro prijs won) en de Gioconda rekenmachine (2001).
Bekende Olivetti-gebruikers zijn onder anderen Francis Ford Coppola, Joe Eszterhas, Günter Grass en Stephen King.